# Allium leucosphaerum
Allium leucosphaerum — вид рослин з родини амарилісових (Amaryllidaceae); поширений в Афганістані, Ірані, Таджикистані, Туркменістані.

## Опис
Трав'яниста багаторічна рослина, що дає 4–6 листків завдовжки 20–40 см і одну або дві квітучі стеблини висотою 25–60 см від підземної цибулини товщиною 7–10 мм. 

## Поширення
Поширений в Афганістані, Ірані, Таджикистані, Туркменістані. Населяє піщані пустелі та строкаті формації в передгір'ях.

## Використання
Рослина, ймовірно, збирається з дикої природи для місцевого використання задля їжі.